# Облога Малакки (1606)
Облога Малакки 1606 року — морська битва між голландськими силами під командуванням Корнеліса Мателіфа та португальськими силами під командуванням  Андре Фуртадо де Мендонса.
Невеликий португальський гарнізон зумів вистояти та відбити будь-які прямі атаки голландців на місто, поки не прибуло додаткове підкріплення на чолі з Мартімом Афонсу де Кастро, що змусило голландців припинити облогу. Після того, як війська відступили, вони знову зазнали поразки від португальців у битві біля мису Рачадо.